# 셸리 롱
셸리 롱(Shelley Long, 1949년 8월 23일 ~ )은 미국의 배우, 가수, 희극인이다.

## 출연 작품

### 텔레비전
- 사랑의 유람선 (1978)
- 매시 (1978)
- 치어스 (1982-87, 1993)
- 머피 브라운 (1995-96)
- 프레이저 (1994, 1996, 2001)
- 미녀마법사 사브리나 (1998)
- 닥터 슬론 (1998)
- 아빠는 연애코치 (2003)
- 조안 오브 아카디아 (2004)
- 보스턴 리걸 (2005)
- 예스, 디어 (2005)
- 모던 패밀리 (2009-18)
- 패밀리 가이 (2010) - 목소리
- A.N.T. 영재 클럽 (2011)
- 스위치드 앳 버스 (2012)
- 마일로 머피의 법칙 (2017-18) - 목소리

### 영화
- 뉴욕의 사랑 (1982)
- 캘리포니아 썸머 캠프 (1983)
- 머니 핏 (1986)
- 포춘 (1987)
- 스펌 뱅크 (1992)
- 브래디 펀치 (1995)
- 닥터 T (2000)